# ウェイブスキー

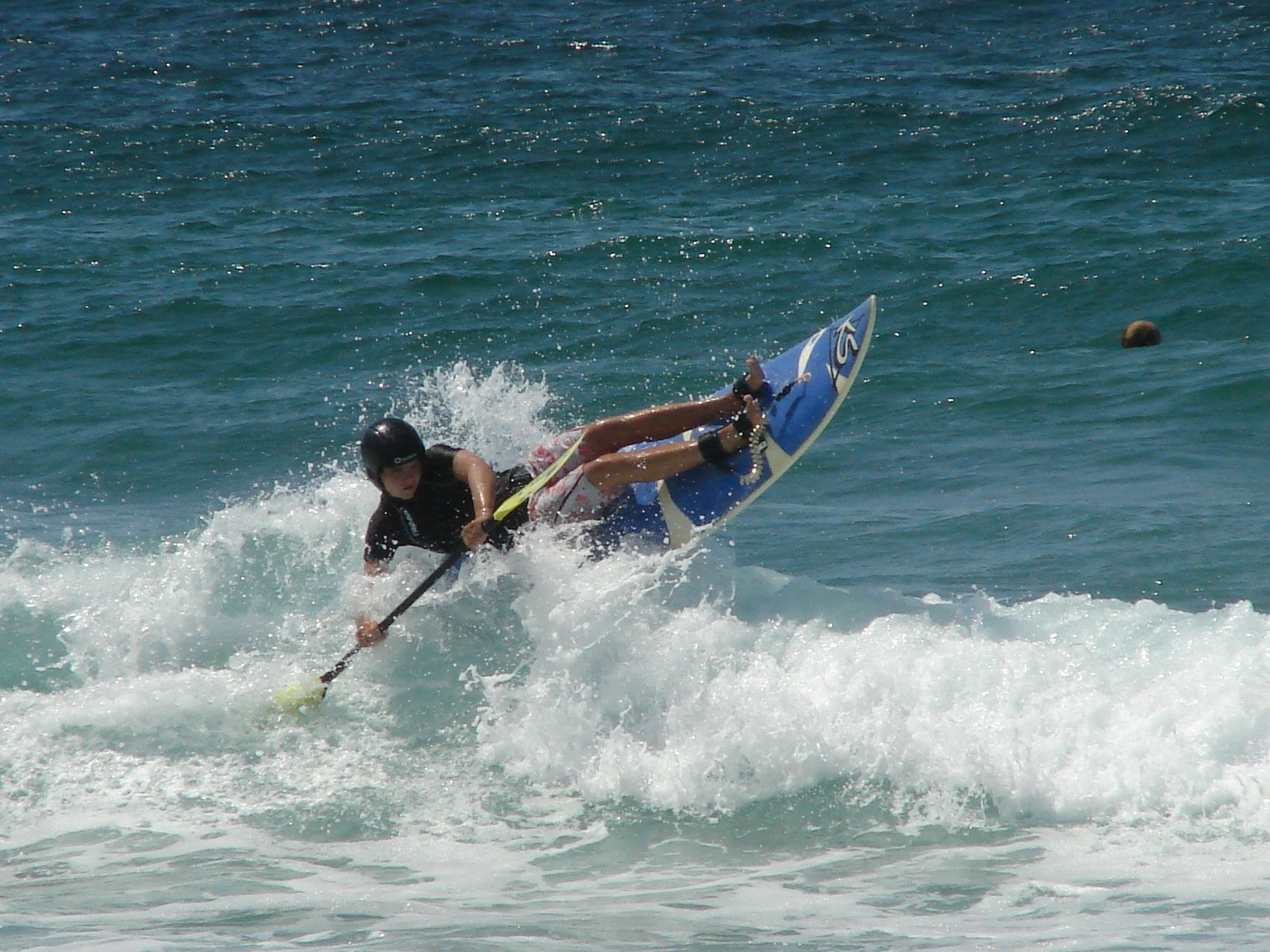

ウェイブスキーとは、サーフィング・スポーツの一つ。ウェーブスキーとも表記される。カヤックのように座ってパドルを使い、波に乗る。

## 形状、使い方
パドルを使うのでパドリング・スポーツの範疇にも入るが、純粋なサーフィングギアである。サーフボードに似た、やや厚みのあるボードにフットストラップ、シートベルトが付いており、着座したまま波乗りする。ボトムには、センターフィンと2本のサイドフィンが付いており、波のサイズや自分のライディングスタイルに合わせ、位置を微調整することができる。二人乗りのタンデムも存在する。
サーフィンのテクニックとカヤックの基本テクニック（パドリング、バランスコントロール、エスキモーロール）が要求される。波乗りの際は、サーフィンと同様のルールが要求される。ボードの上に立つサーフィンより視点が低いので、通常のサーフィンよりもスピード感があり、普通のサーフィンでは乗れない小さな波やゆるやかな波にも乗れるメリットがある。
普及品のモールドタイプ、サーフボードと同じように個人の身長・体重に合わせてボードブランクを削ってつくるシェイプタイプがある。上級者用の多くはシェイプタイプである。上級用になるほど着座したときのバランスは悪くなるが、スピードやマニューバビリティは格段に向上する。ハイスペックな上級者用ボードを使用すれば、サーフィンと同様のテクニックも可能である。
パドルを使い、ゲティングアウト（あるいはパドルアウト、沖へ出ること）し、波をつかまえて波乗りする。パドルはスキーのストックのように、ターンなどの際に海面にさしたりすることからウェイブスキーの名がついている。容易にひっくり返るが、カヤックのリカバリーテクニックであるエスキモーロールを習得していれば、サイズの大きな波にも挑戦できる。

## 発祥と発展
生まれは、カルフォルニア。1968年のメキシコシティオリンピックのカヤック競技の選手だったマーヴ・ラーソンは、座って波乗りできないかと、サーフィン用のカヤック（サーフカヤック）を作り出した。その後、普通のサーフィンの性能に近づけたものを追求し、ボードの上に座るウェイブスキーを発明するに至った。1960年代末に、「パシフィック・ヴァイブレーション」と「ソルト・ウォーター・ワイン」というサーフィン映画でラーソンが9フィートのフィンなしウェイブスキーで10フィートの波を自由自在に乗りこなすシーンが紹介され、これに刺激を受けたオージーたちがコピーをつくり、次々と改良を加えていった。ラーソンは南アフリカに招かれ、英国ではサーフカヤックのデザインを売り出し、ウェイブスキーをオーストラリアに送り込んだ。
南アフリカと英国もこのウェイブスキーの進化をただちに受け入れた国だった。オーストラリアでは、パドルを使い慣れたライフセイバーや彼らのOBたちの間にブームが起こり、ライフセイビング用品の製造メーカーがウェイブスキーを作り始めた。シドニーやニューキャッスルではラディカルなデザインを追求するグループもあらわれた。ロジャー・シャクルトンはウェイブスキーのデザインにサーフボードの理論を採用した。以降、サーフボード同様のポリスチレン・フォームから削り出すハンドシェイプのタイプの他、モールドタイプなどが作られるようになり、オーストラリア、アメリカ、南アフリカ、ニュージーランド、イギリス、オランダ、フランス、ブラジルなど多くの国で互いに触発、影響されながら、現在のようなウェイブスキーに進化してきている。
シドニー郊外に住むシェーン・ステッドマンは、1980年代中頃にはウェブスキーを進歩させようとエポキシ樹脂でコートするボードを試み、現在では、ハンドシェイプ（カスタムメイド）のほとんどがエポキシ樹脂のボードになっている。
アメリカでは、カリフォルニアのアイランド・ウェイブスキー、オーストラリアでは、シェーン、ウェイブマスター、デッカ、デ・スラッシュ、ファントムなどのブランドがある。フランスや南アフリカ、ニュージーランドにもすぐれたメーカーが存在する。ちなみに日本では個人でつくる人はいても、ファクトリーはない。いくつかのショップが海外から輸入している。鴨川にあるショップCetusもその一つとなっている。

## 現状
今では、オーストラリア、ニュージーランド、ハワイを含むアメリカ、南アフリカ、フランス、アイルランド、イギリス、オランダ、ブラジルなどで多くの愛好者がおり、世界ウェイブスキー協会（World Waveski Association）が主催する世界チャンピオン大会、世界選手権大会が定期的に開催されている。各国にはそれぞれAssociationが組織されており、活発な活動を展開している。日本でも1980年代前半に連盟がつくられ、ジャパンカップなどの全国大会も毎年開催され、いくつかの大学にも同好会が結成されたが、広く普及するにまでは至っていない。現在ではショップ主催の大会がそれぞれの地域で開催されている程度だと推測されるが、その一方で根強い愛好家も依然として存在し、湘南、千葉外房付近でみかけることがある。